# Munuscong
La Munuscong est une rivière de la péninsule supérieure du Michigan aux États-Unis, de 51,2 km de longueur. C'est un affluent du lac Munuscong, qui est une partie de la Rivière Sainte-Marie  et un affluent du lac Huron.